# Strophostyles
Strophostyles é um género botânico pertencente à família Fabaceae.